# Tchéquie au Concours Eurovision de la chanson 2024
La Tchéquie est l'un des trente-sept pays participants au Concours Eurovision de la chanson 2024, qui se déroule à Malmö en Suède. Le pays est représenté par Aiko avec sa chanson Pedestal, sélectionnée via l'émission ESCZ 2024.

## Sélection
Le diffuseur tchèque ČT confirme sa participation à l'Eurovision 2024 le 16 octobre 2023, annonçant également la reconduction du format ESCZ comme sélection.

### Format
La sélection se déroule en une soirée, diffusée en direct et organisée à Prague (plus précisément au Roxy Club, une boîte de nuit) le 4 décembre 2023, suivie d'un tour de vote d'une semaine jusqu'au 11 décembre 2023,.
La soirée est animée en anglais par Adam Mišík et Cesár Sampson.

### Participants
Tout en confirmant sa participation à l'Eurovision 2024, le diffuseur tchèque  ČT ouvre la période de dépôt des candidatures jusqu'au 6 novembre 2023. La date limite sera retardée d'une journée en raison de difficultés techniques. Au moins un des interprètes doit avoir la nationalité tchèque ou slovaque afin d'être autorisé à participer. En revanche, aucune restriction de nationalité ne s'applique aux auteurs et compositeurs.
Le 28 novembre 2023, ČT annonce les sept finalistes de sa sélection.
| Artiste     | Chanson           | Langue  | Auteur(s) |
| ----------- | ----------------- | ------- | --- |
| Aiko        | Pedestal          | Anglais | - Alena Shirmanova-Kostebelova - Steven Ansell                                                                |
| Elly        | The Angel's Share | Anglais | - Argyle Singh - Eliška Tunková - Jan Vávra - Rony Janeček                                                    |
| Gianna Lei  | Starlet           | Anglais | - Gianna Leilani Rivolová - Morten Bergholt                                                                   |
| Lenny       | Good Enough       | Anglais | - Lenka Filipová - Marcus Tran - Marpo                                                                        |
| Mydy        | Red Flag Parade   | Anglais | - Nèro Scartch - Maria Broberg - Mikuláš Pejcha - Ondřej Slánský - Paweł "Leon" Krześniak - Žofie Dařbujánová |
| Tom Sean    | Dopamine Overdose | Anglais | - Edwin Lindberg - Jan Vávra - Lukas Hällgren - Tomas Sean Pšenička                                           |
| Tomas Robin | Out of My Mind    | Anglais | - Martin Zaujec - Tomáš Červinka - Tomáš Lobb                                                                 |

### Résultats
Les résultats de la sélection sont déterminés par un vote du public tchèque, comptant pour 30 % du total, et du public international, comptant pour les 70 % restants. Ils sont présentés le 13 décembre 2023.
- Première place
- Deuxième place
- Troisième place
- Dernière place

| Ordre | Artiste     | Titre             | Public tchèque (30%) | Public tchèque (30%) | Public international (70%) | Public international (70%) | Total  | Place |
| Ordre | Artiste     | Titre             | Votes                | Pondéré              | Votes                      | Pondéré                    | Total  | Place |
| ----- | ----------- | ----------------- | -------------------- | -------------------- | -------------------------- | -------------------------- | ------ | ----- |
| 1     | Aiko        | Pedestal          | 2 410                | 723                  | 33 107                     | 23 175                     | 23 898 | 1     |
| 2     | Elly        | The Angel's Share | 24 679               | 7 404                | 7 817                      | 5 472                      | 12 876 | 2     |
| 3     | Gianna Lei  | Starlet           | 372                  | 112                  | 773                        | 541                        | 653    | 7     |
| 4     | Lenny       | Good Enough       | 4 216                | 1 265                | 1 586                      | 1 110                      | 2 375  | 5     |
| 5     | Mydy        | Red Flag Parade   | 6 443                | 1 933                | 7 283                      | 5 098                      | 7 031  | 3     |
| 6     | Tom Sean    | Dopamine Overdose | 3 331                | 999                  | 3 573                      | 2 501                      | 3 500  | 4     |
| 7     | Tomas Robin | Out of my Mind    | 728                  | 218                  | 1 563                      | 1 094                      | 1 313  | 6     |

Au terme du vote, c'est ainsi Aiko qui est désignée représentante de la Tchéquie à l'Eurovision 2024.

## À l'Eurovision
À l'Eurovision, la Tchéquie participera à première moitié de la deuxième demi-finale le 9 mai 2024 puis, en cas de qualification, à la finale du 11 mai 2024.